# Riley Sprite
La Sprite è un'autovettura prodotta dalla Riley nel 1936. Ha sostituito la MPH
La carrozzeria era roadster due posti. Il modello aveva installato il motore della 12/4, vale a dire un quattro cilindri in linea a valvole in testa da 1.496 cm³ di cilindrata. Rispetto al propulsore della 12/4, questo motore erogava più potenza, 61 CV contro 51 CV, dato che aveva installato due carburatori SU. Rispetto alla 12/4, la Sprite aveva un peso e delle dimensioni più contenute.
Il modello, sportivo ed elegante, poteva raggiungere una velocità massima di 141 km/h. Dopo un solo anno di produzione, la Sprite è stata tolta dal mercato senza il lancio di nessun modello successore.